# Eunoe ivantsovi
Eunoe ivantsovi är en ringmaskart som beskrevs av Averincev 1978. Eunoe ivantsovi ingår i släktet Eunoe och familjen Polynoidae. Inga underarter finns listade i Catalogue of Life.